# Enztal-Radweg
De Enztal-Radweg (Enzdalfietsroute) is een lange afstandsfietsroute in Duitsland. De route volgt het dal van de Enz en loopt van Pronsfeld tot Holsthum. De route kan tussen beide plaatsen als alternatief voor de Prümtal-Radweg worden gereden. Het traject is bewegwijzerd in twee richtingen. 

## Traject
De route volgt het dal van de Enz en start aan de rivier de Prüm in Pronsfeld. Hier wordt aangesloten op de Prümtal-Radweg en de Eifel-Ardennen-Radweg. Vanaf Pronsfeld tot Neuerburg loopt de route over de bedding van de voormalige Spoorlijn Pronsfeld - Neuerburg. 
In eindpunt Holsthum kan weer worden aangesloten op de Prümtal-Radweg.

## Aansluitingen met andere LF- of icoonroutes
- In Pronsfeld kan worden aangesloten op de Prümtal-Radweg en de Eifel-Ardennen-Radweg.
- In Holsthum kan worden aangesloten op de Prümtal-Radweg.